# Dr. Uwe Harder Stadthalle

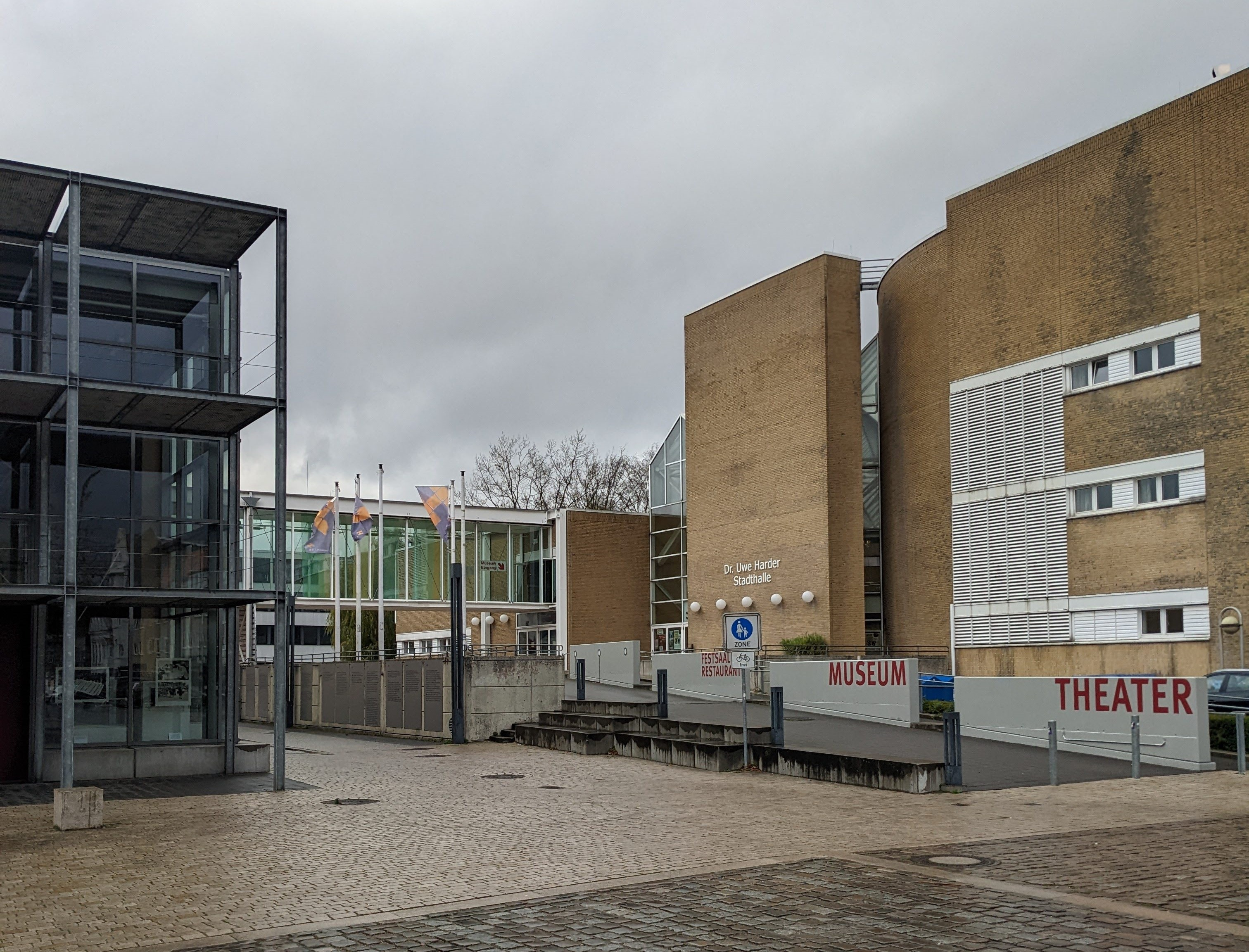
Die Stadthalle vom Kleinflecken

Die Dr. Uwe Harder Stadthalle, bis 2017 Stadthalle Neumünster, ist ein Kulturzentrum in Neumünster. Der Bau aus dem Jahr 1986 wurde 1988 vom Bund deutscher Architekten mit einem Preis ausgezeichnet.
Das am Kleinflecken gelegene Kulturzentrum beherbergt einen großen Festsaal (560 m², 800 Personen), drei Tagungsräume sowie einen Theatersaal für 576 Personen. Über eine Fußgängerbrücke ist die Stadthalle mit dem Tuch und Technik Textilmuseum Neumünster verbunden.
Der große Festsaal wird unter anderem für Disco-Veranstaltungen wie etwa 1980er-Jahre-Partys und kleinere Messeveranstaltungen genutzt. Da die Stadt Neumünster kein eigenes Theaterensemble hat, finden im Theatersaal auch Gastspiele verschiedener Ensembles oder Veranstaltungen ortsansässiger Schulen statt.
In dem Komplex ist auch ein Restaurant eingegliedert, das auch außerhalb von Veranstaltungszeiten den Besuchern offensteht. Die Stadthalle wird wie die Holstenhallen von der Firma Hallenbetriebe Neumünster GmbH verwaltet. Im Februar 2017 wurde sie zu Ehren von Uwe Harder umbenannt, der von
1970 bis 1988 Oberbürgermeister der Stadt war und 2016 im Alter von 92 Jahren starb. Er hatte sich massiv für die Errichtung des zunächst umstrittenen Gebäudes eingesetzt.